# Majestic 12 (Duo)
Majestic 12 war ein kurzlebiges Hip-Hop-Projekt um den Toningenieur Carlos Bess.

## Bandgeschichte
Majestic 12 wurde von Carlos Bess und seiner Frau Paulisa Moorman gegründet. Bess hatte sich als Toningenieur bei Fire House und als Mitgründer des Studios The Shack einen Namen gemacht. Unter anderem arbeitete er für den Wu-Tang Clan, insbesondere mit RZA, sowie mit Guru. Der Name referiert auf Majestic 12, eine bekannte Verschwörungstheorie, wobei Bess dazu widersprüchliche Angaben gibt. Seine Frau lernte er bei der Arbeit an Gurus Album Jazzmatazz kennen, bei der sie Trompete spielt.
RZA vermittelte den Kontakt zu Xavier Naidoo, der das Duo mit auf seine Himmel über Deutschland-Tour nahm. Anschließend nahm er sie für das Label Beats Around the Busch unter Vertrag. 2006 erschien das Album For Majic Eyes Only. Die Singleauskopplung With You mit Naidoo erreichte Platz 68 der deutschen Singlecharts. Es handelte sich bei Naidoos Gastbeitrag um seinen ersten englischsprachigen Song.

## Musikstil
Musikalisch handelt es sich bei dem Duo um jazzigen Hip-Hop beziehungsweise Trip-Hop im Stile von Massive Attack und Madlib.

## Diskografie

### Alben
- 2006: For Majic Eyes Only (Beats Around the Busch/Sony Music Entertainment)

### Singles
- 2006: Superstar
- 2006: With You (feat. Xavier Naidoo)
- 2006: Alone Again